# Saint-Julien-de-Bourdeilles
Saint-Julien-de-Bourdeilles foi uma comuna francesa na região administrativa da Nova Aquitânia, no departamento Dordonha. Estendia-se por uma área de 6,06 km². Em 2010 a comuna tinha 79 habitantes (densidade: 13 hab./km²).
Em 1 de janeiro de 2016, passou a formar parte da nova comuna de Brantôme en Périgord.